# Onze Créateurs de Niaréla
El AS Onze Créateurs de Niaréla es un equipo de fútbol de Malí que milita en la Primera División de Malí, la liga de fútbol más importante del país.

## Historia
Fue fundado en el año 1963 en la capital Bamako y nunca ha sido campeón de Liga, pero sí ha sido campeón del torneo de Copa en 1 ocasión y finalista en otra, la cual perdió ante el US Bougouni. Es un equipo que se mantiene a la sombre de los 3 equipos más importantes del país: Djoliba AC, Stade Malien y AS Real Bamako.
A nivel internacional ha participado en 4 torneos continentales, donde su mejor participación ha sido en la Copa Confederación de la CAF 2013, siendo eliminado en la segunda ronda por el ASEC Mimosas de Costa de Marfil.

## Palmarés
- Copa de Malí: 2

2014, 2016
- - Finalista: 1

2012
- Supercopa de Malí: 1

2016

## Participación en competiciones de la CAF
| Temporada | Torneo                       | Ronda      | Club                 | Casa | Visita | Global  |
| --------- | ---------------------------- | ---------- | -------------------- | ---- | ------ | ------- |
| 2013      | Copa Confederación de la CAF | Preliminar | Stella Club d'Adjamé | 3-0  | 1-1    | 4-1     |
| 2013      | Copa Confederación de la CAF | 1          | Etoile du Sahel      | 2-3  | 1-2    | 3-5     |
| 2015      | Copa Confederación de la CAF | Preliminar | RS Berkane           | 1-0  | 1-2    | 2-2 (a) |
| 2015      | Copa Confederación de la CAF | 1          | Sahel SC             | 2-1  | 0-0    | 2-1     |
| 2015      | Copa Confederación de la CAF | 2          | ASEC Mimosas         | 0-1  | 0-2    | 0-3     |
| 2016      | Liga de Campeones de la CAF  | Preliminar | Al-Ahly Trípoli      | 1-2  | 0-0    | 1-2     |
| 2017      | Copa Confederación de la CAF | 1          | Rayon Sport FC       | 1-0  | w.o.1  | 1-3     |
| 2018      | Copa Confederación de la CAF | Preliminar | CR Belouizdad        | 1-1  | 0-2    | 1-3     |

1- Los equipos de Malí fueron descalificados debido a que la FIFA suspendió a la Federación Maliense de Fútbol.

## Jugadores

### Jugadores destacados
- Abdoulaye Camara
- Yacouba Diarra